# De Bommelaer
De korenmolen De Bommelaer is een opvallende molen gelegen aan de Molendijk in Den Bommel, in de Nederlandse provincie Zuid-Holland. De molen dateert uit 1738, maar bevat onderdelen afkomstig van een eerdere molen die in de jaren 1620-1630 op dezelfde plek was gebouwd. De molen was in de tweede helft van de 20e eeuw zwaar verwaarloosd en stond op de nominatie gesloopt te worden tot in 1967 een stichting De Bommelaer kocht. Daarna is de molen in 1969/1971 gerestaureerd en weer maalvaardig gemaakt, waarbij hij de huidige naam kreeg. De molen is sinds 1988 eigendom van de Molenstichting Goeree-Overflakkee. De Bommelaer draait in de regel op zaterdag en is dan te bezoeken. In de molen bevindt zich 1 koppel stenen.

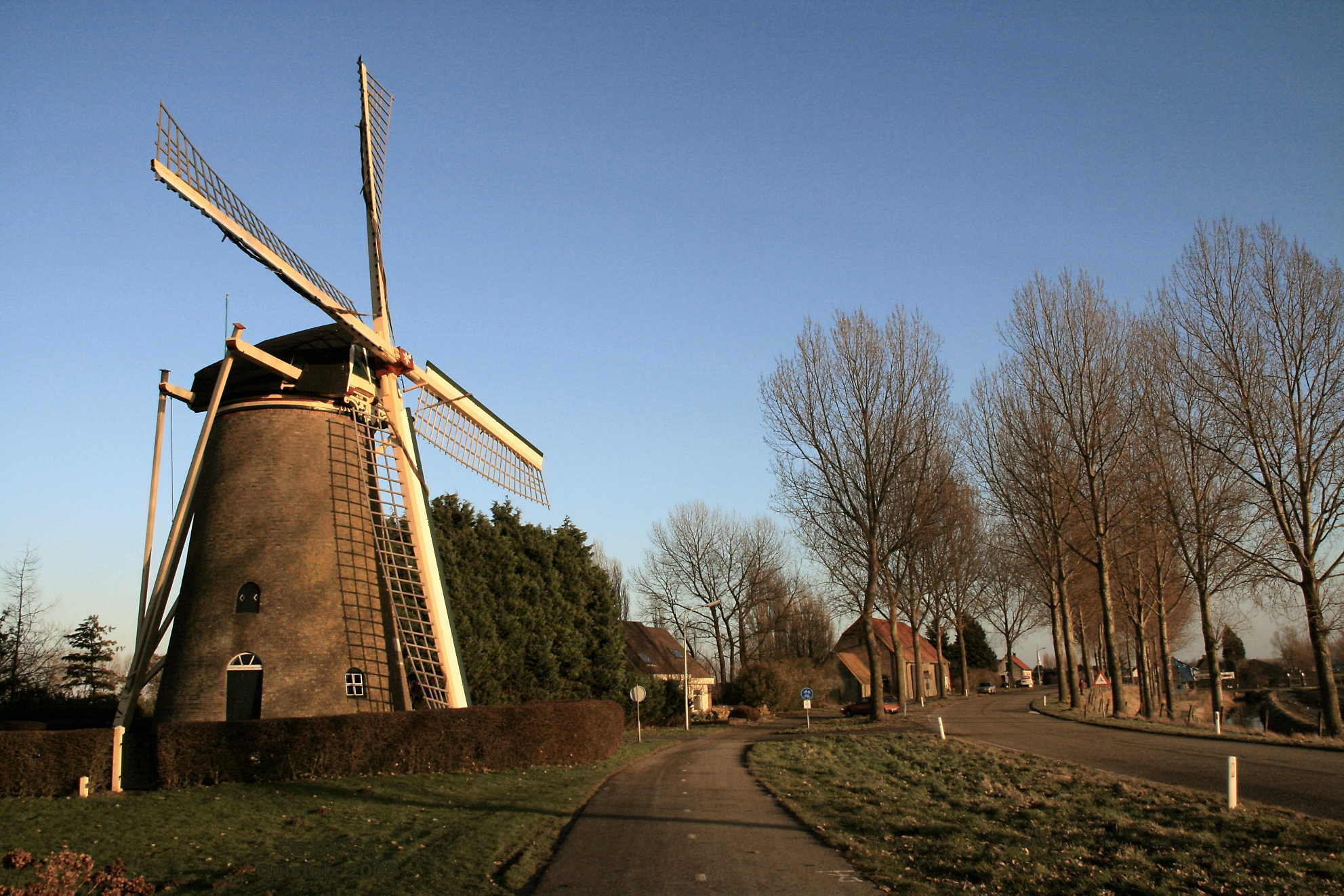
De Molendijk met De Bommelaer. Rechts de (te) hoge bomen die de windvang hinderen

De Bommelaer ·
De Dankbaarheid ·
De Eendracht ·
De Hoop ·
De Korenbloem ·
d'Oranjeboom ·
De Korenaar ·
Korenlust ·
De Korenbloem ·
Windlust ·
Windvang ·
De Zwaan

Molenstichting Goeree-Overflakkee